# Leonard Lyell, 1. Baron Lyell

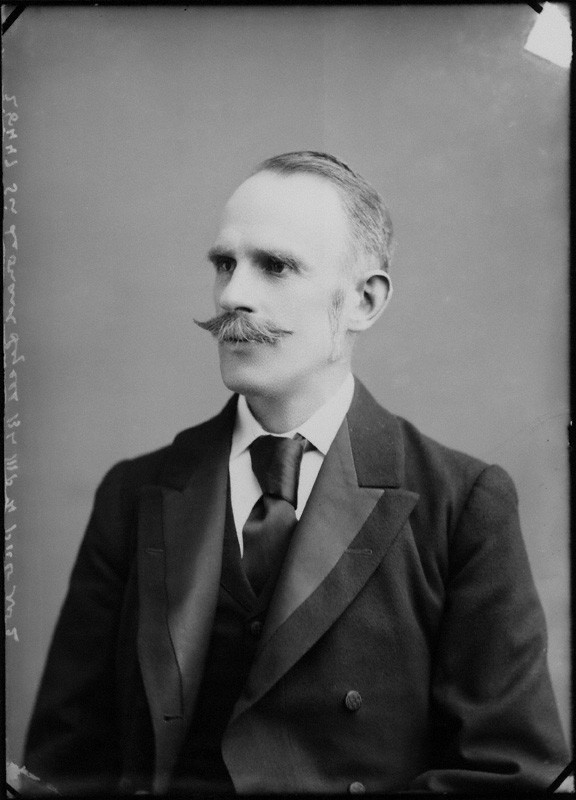
Leonard Lyell, 1. Baron Lyell

Leonard Lyell, 1. Baron Lyell, DL JP, (* 21. Oktober 1850; † 18. September 1926) war ein schottischer Politiker.

## Leben
Lyell wurde 1850 als Sohn von Henry Lyell und dessen Ehefrau Katherine Murray Horner geboren. Er ist Neffe des Geologen Charles Lyell. Lyell studierte an der Universität London und schloss als Bachelor der Naturwissenschaften ab. Am 4. Juli 1874 heiratete er Mary Stirling, mit der er drei Kinder zeugte, Mary Leonora, Eleanor Katherine sowie Charles Henry Lyell (1875–1918). 1876 erwarb Lyell das nahe Friockheim gelegene Anwesen Pitmuies. Er bewohnte Pitmuies House jedoch nicht selbst, sondern verpachtete das Anwesen und verblieb in seiner Villa in Kirriemuir.
Lyell war sowohl als Deputy Lieutenant als auch als Justice of the Peace eingesetzt. Im Januar 1894 wurde ihm der Titel Baronet, of Kinnordy in the County of Forfar, verliehen und am 4. Juli 1914 wurde er zum Baron Lyell, of Kinnordy in the County of Forfar, erhoben. Da sein einziger Sohn bereits 1918 im Ersten Weltkrieg gefallen war, erbte sein Enkel Charles Anthony Lyell 1926 seine Adelstitel.

## Politischer Werdegang
Erstmals trat Lyell bei den Unterhauswahlen 1880 zu Wahlen auf nationaler Ebene an. In seinem Wahlkreis South Essex konnte er jedoch nicht die nötige Stimmmehrheit erzielen. Bei den Unterhauswahlen 1885 bewarb er sich als Kandidat der Liberal Party um das Mandat des Wahlkreises Orkney and Shetland. Er setzte sich mit einem Stimmenanteil von 63,3 % gegen den konservativen Kandidaten Cospatrick Thomas Dundas durch und zog in der Folge erstmals in das britische Unterhaus ein. Er beerbte damit seinen Parteikollegen Samuel Laing, der zu diesen Wahlen nicht mehr angetreten war. Bei den folgenden Wahlen in den Jahren 1886, 1892 sowie 1895 verteidigte Lyell sein Mandat gegen verschiedene Kandidaten der Liberalen Unionisten, unterlag aber schließlich bei den Unterhauswahlen 1900 mit einer Stimmendifferenz von nur 40 Stimmen seinem Gegenkandidaten Cathcart Wason und schied aus dem Unterhaus aus. Sein Sohn Charles Henry erhielt später die Unterhausmandate der Wahlkreise East Dorset und Edinburgh South. Mit dem ihm 1914 verliehenen Baronstitel war ein Sitz im House of Lords verbunden, dem er bis zu seinem Tod 1926 angehörte.